# Décès en novembre 2000
Décès
- 1996
- 1997
- 1998
- 1999
- 2000
- 2001
- 2002
- 2003
- 2004

Pour une information complémentaire, voir la page d'aide.

| Date         | Nom                   | Activités                                                   | Âge | Source |
| ------------ | --------------------- | ----------------------------------------------------------- | --- | ------ |
| 1er novembre | Julián Cuevas         | coureur cycliste espagnol                                   | 52  |        |
| 3 novembre   | Georges Rohner        | peintre français                                            | 86  |        |
| 5 novembre   | Jimmie Davis          | chanteur de musique country, blues et compositeur américain | 101 |        |
| 6 novembre   | Arthur Jobin          | plasticien, peintre, sérigraphe et sculpteur suisse         | 73  |        |
| 7 novembre   | Georges Laporte       | peintre, lithographe et illustrateur français               | 73  |        |
| 8 novembre   | Svetlana Kana Radević | architecte monténégrine                                     | 62  |        |
| 10 novembre  | Jacques Chaban-Delmas | homme politique français                                    | 85  |        |
| 10 novembre  | Henri Rabaute         | coureur cycliste français                                   | 57  |        |
| 11 novembre  | Rayford Barnes        | acteur américain                                            | 80  | (en)   |
| 11 novembre  | Peter Cabus           | compositeur et professeur de musique belge                  | 85  | (nl)   |
| 14 novembre  | Samuel Eboua          | homme politique camerounais                                 | 72  |        |
| 14 novembre  | Pietro Rimoldi        | coureur cycliste italien                                    | 89  |        |
| 16 novembre  | Ahmet Kaya            | chanteur, écrivain et compositeur turc d'origine kurde      | 43  |        |
| 17 novembre  | Christian Brocard     | Acteur français.                                            | 70  | (fr)   |
| 19 novembre  | Robert Escarpit       | universitaire, écrivain et journaliste français             | 82  |        |
| 20 novembre  | Gérard Ambroselli     | peintre, graveur et sculpteur français                      | 94  |        |
| 21 novembre  | Harald Leipnitz       | acteur allemand                                             | 74  |        |
| 21 novembre  | Pedrín Benjumea       | matador espagnol                                            | 55  |        |
| 22 novembre  | Théodore Monod        | naturaliste et explorateur français                         | 98  |        |
| 22 novembre  | Emil Zátopek          | athlète tchèque                                             | 78  |        |
| 24 novembre  | Carla Capponi         | résistante et femme politique italienne                     | 81  |        |
| 27 novembre  | Jacques Sallebert     | journaliste français                                        | 80  |        |
| 28 novembre  | Patrick Lancelot      | Acteur français.                                            | 59  | (fr)   |